# Chiretolpis xanthopera
Chiretolpis xanthopera là một loài bướm đêm thuộc phân họ Arctiinae, họ Erebidae.